# Obninsk
Obninsk è una cittadina della Russia europea, nell'Oblast' di Kaluga, a circa 110 km da Mosca in direzione sud-ovest.
Sede di importanti istituzioni scientifiche, ha visto realizzato il primo reattore nucleare (ad uso civile) utilizzato per la produzione di energia elettrica, il 27 giugno 1954. La città è gemellata con la città di Oak Ridge, cittadina statunitense anch'essa sede di importanti impianti nucleari.

## Trasporto

### Aereo
Obninsk è servita dall'Aeroporto di Ermolino situato a 15 km dalla città.